# Articulation huméro-radiale
L'articulation huméro-radiale est une des articulations constituante de l'articulation du coude. Elle unit l'humérus et le radius.

## Surfaces articulaires
L'articulation huméro-radiale est une articulation cotyloïde - shpéroïde ou énarthrose du point de vue des surfaces articulaires.
Elle est composée des surfaces articulaires du capitulum de l'humérus et de la facette articulaire de la tête du radius.

## Anatomie fonctionnelle
Le ligament annulaire lie la tête du radius à l'incisure radiale de l'ulna. Il empêche toute séparation des deux os latéralement. Par conséquent, fonctionnellement l'articulation huméro-radiale n'est pas une articulation cotyloïde.
Le ligament annulaire protège la tête du radius de la luxation, qui aurait autrement tendance à se produire à cause de la faible profondeur de la cupule radiale. Sans ce ligament, le tendon du muscle biceps brachial serait susceptible d'arracher la tête du radius hors de l'articulation.
La tête du radius n'est pas en contact complet avec le capitule de l'humérus dans toutes les positions de l'articulation. Le capitulum n'occupe que les faces antérieure et inférieure de l'extrémité inférieure de l'humérus, de sorte qu'en extension complète une partie de la tête radiale se fait nettement sentir en saillie en arrière de l'articulation.
L'articulation huméro-radiale est mise en jeu avec l'articulation huméro-ulnaire lors de la flexion / extension de l'avant-bras.
Elle est également mise en jeu avec les articulations radio-ulnaire proximale et distale lors de la pronation supination de l'avant-bras. Pendant ce mouvement la tête radiale pivote à l'intérieur du cylindre formé par l'incisure radiale de l'ulna et le ligament annulaire. Ce mouvement est stoppé par le ligament carré. En flexion complète, le mouvement de la tête radiale est entravé par la compression des parties molles environnantes, de sorte que le mouvement de rotation le plus ample du radius sur l'humérus s'effectue en semi-flexion, position dans laquelle les deux surfaces articulaires sont dans le contact le plus intime.

## Aspect clinique

### Subluxation
Une subluxation de l'articulation huméro-radiale entraîne une pronation douloureuse. Elle est généralement causée par une traction soudaine sur l'avant-bras étendu en pronation, par exemple par un adulte tirant sur un enfant non coopératif ou en balançant l'enfant par les bras pendant le jeu.

### Luxation
Une luxation de la tête radiale est principalement causée par un traumatisme ou par un état congénital.

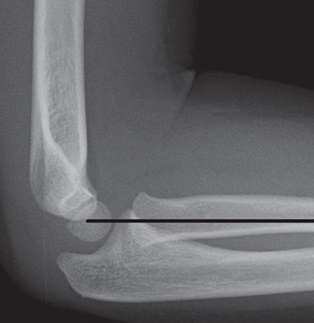
Radiographie de l'articulation huméro-radiale normale avec l'axe du radius aligné avec le capitulum.
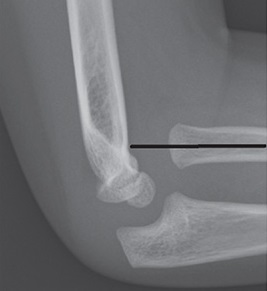
Radiographie de l'articulation huméro-radiale luxée avec l'axe du radius non aligné avec le capitulum.